# Werner Cohn (Kunsthistoriker)
Werner Cohn (geboren 5. Oktober 1905 in Berlin; gestorben 2. September 1960 in Florenz) war ein jüdisch-deutscher Kunsthistoriker. 

## Leben
Werner Cohn besuchte die Schule in Berlin und studierte ab 1923 Kunstgeschichte in Berlin und Freiburg im Breisgau bei Adolph Goldschmidt und Hans Jantzen. Er wurde 1929 in Freiburg mit einer Dissertation über Hans Holbein d. J. promoviert. In der Zeit der Weltwirtschaftskrise arbeitete er unbezahlt ab 1931 am Katalog der Ornamentstichsammlung der Kunstbibliothek der Staatlichen Museen zu Berlin. Nach der Machtergreifung durfte er aus rassistischen Gründen nicht mehr weiterarbeiten. Cohn gab zwischen 1933 und 1935 mehrere Bände der Serie der Einblattdrucke des 15. Jahrhunderts des Verlags Heitz in Straßburg heraus.
Cohn emigrierte 1935 nach Italien, wo es ihm nicht gelang, eine dauerhafte wirtschaftliche Existenz aufzubauen. Er arbeitete zeitweilig bei Richard Offner am Corpus of Florentine Painting mit. Seine Holbein-Monografie blieb unfertig. Cohn erhielt ein Affidavit für die Emigration in die USA, musste aber nach Kriegsbeginn in Italien bleiben und sich vor den Rassengesetzen Italiens schützen und ab 1943 vor der deutschen Judenverfolgung in den Bergen verstecken. 
Nach Kriegsende kehrte Cohn nach Florenz zurück und fand weiterhin nur Gelegenheitsbeschäftigungen. Er jobbte in den Archiven der Uffizien und übersetzte Kunstführer für die deutschen Italienreisenden ins Deutsche. Eine von der Deutschen Forschungsgemeinschaft (DFG) geförderte Dokumentation der Florentiner Malerei war unabgeschlossen und unveröffentlicht, als Cohn 1960 starb.

## Schriften (Auswahl)
- Der Wandel der Architekturgestaltung in den Werken Hans Holbeins d. J. : Ein Beitrag zur Holbein-Chronologie. Strassburg, 1929. Freiburg i. B., Phil. Diss.
- Untersuchungen zur Geschichte des deutschen Einblattholzschnitts im 2. Drittel des 15. Jahrhunderts. Strassburg : J. H. Ed. Heitz, 1934
- Einblattdrucke der Strassburger Druckerei Johannes Grüninger : mit Einl. u. beschreib. Text. Strassburg : J. H. Ed. Heitz, 1937
- Hans Holbein : 1497–1543. Mailand : Electa, 1957
- Albrecht Dürer : 1471–1528. Mailand : Electa, 1958
- Lucas Cranach : 1472–1553. Paris : Hatier, 1959

Übersetzungen
- Piero Bargellini: Assisi : Ein Führer durch Vergangenheit und Gegenwart. Übersetzung Werner Cohn. Florenz : Arnaud, 1954
- Roberto Salvini (Hrsg.): Die Galerie der Uffizien : Führer f. d. Besucher u. Katalog d. Gemälde. Übersetzung Werner Cohn. Florenz : Arnaud, 1955
- Nereo Alfieri, Paolo Enrico Arias: Spina : Die neuentdeckte Etruskerstadt und die griechischen Vasen ihrer Gräber. Übersetzung Werner Cohn. Aufnahmen von Max Hirmer. München : Hirmer, 1958
- Giuseppe Bovini: Die Kirchen von Ravenna. Übersetzung Werner Cohn. München : Goldmann, 1958
- Giuseppe Liverani: Italienische Majolika. Übersetzung Werner Cohn. Köln : DuMont Schauberg, 1960
- Renzo Chiarelli: Verona : Kunstführer. Übersetzung Werner Cohn. Florenz : Arnaud, 1963